# Radomyšl (nádraží)
Radomyšl je železniční stanice ve východní části městyse Radomyšl v okrese Strakonice v Jihočeském kraji nedaleko Petrovického potoka. Leží na neelektrizované jednokolejné trati Březnice–Strakonice. Ve městě se dále nachází železniční zastávka Radomyšl zastávka.

## Historie
Dne 11. června 1899 otevřela společnost Místní dráha Strakonice-Blatná-Březnice železniční spojení své trati ze Strakonic, odkud od roku 1868 procházela železnice v majetku společnosti Dráhy císaře Františka Josefa (KFJB), spojující Vídeň, České Budějovice a Plzeň, do Březnice, již železničně spojené s Pískem. Ve stejném datu byla stejnou společností otevřena trať z Blatné do Nepomuku. Nově postavené městské nádraží vzniklo dle typizovaného stavebního vzoru.
Po zestátnění soukromých společností v Rakousku-Uhersku v roce 1908 pak obsluhovala stanici jedna společnost, Císařsko-královské státní dráhy (kkStB), po roce 1918 pak správu přebraly Československé státní dráhy.

## Popis
Nachází se zde dvě nekrytá jednostranná úrovňová nástupiště, jedno je u budovy, k příchodu na další slouží přechod přes kolej. Z nádraží odbočuje jedna vlečka.

## Další fotografie

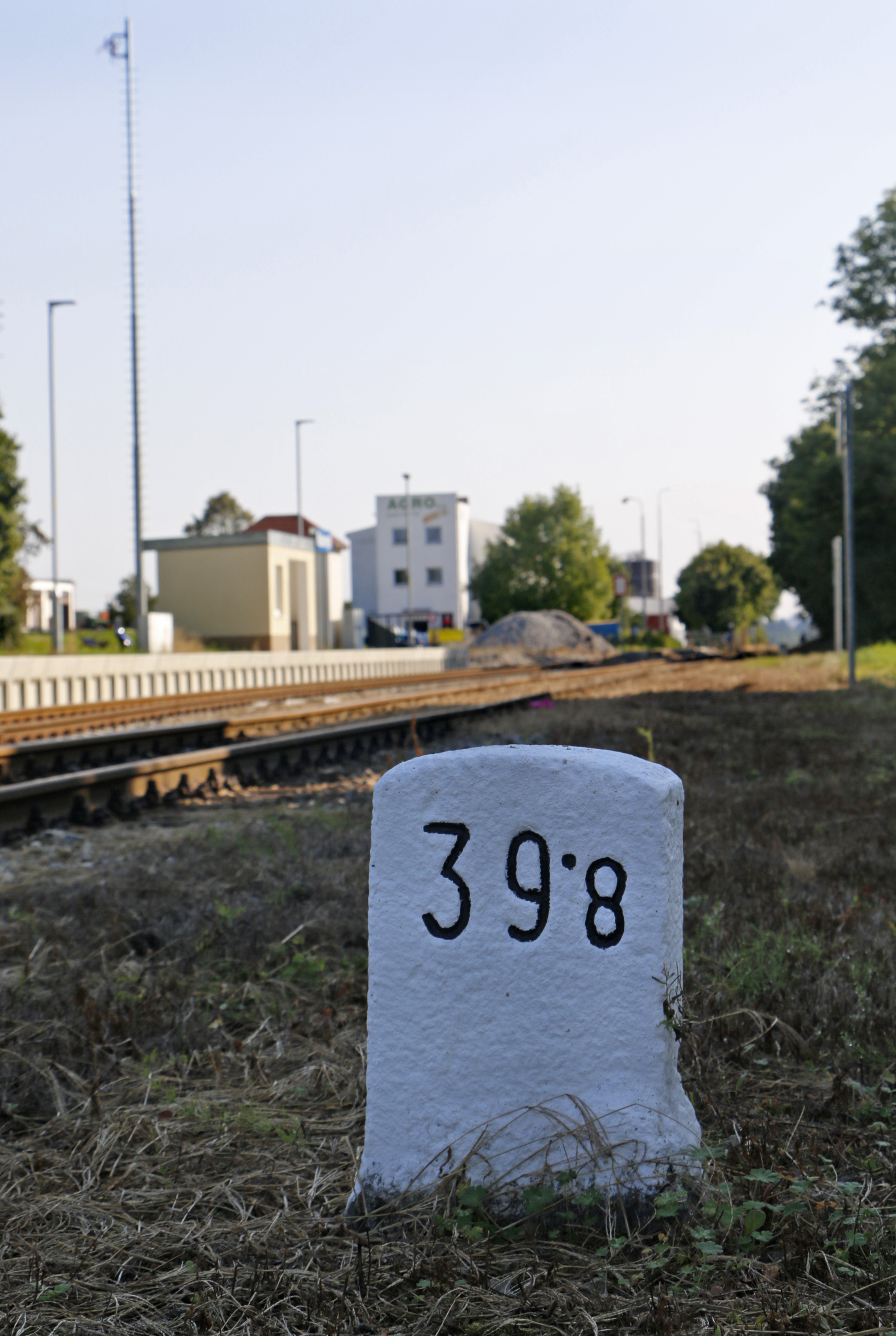
Kilometrovník
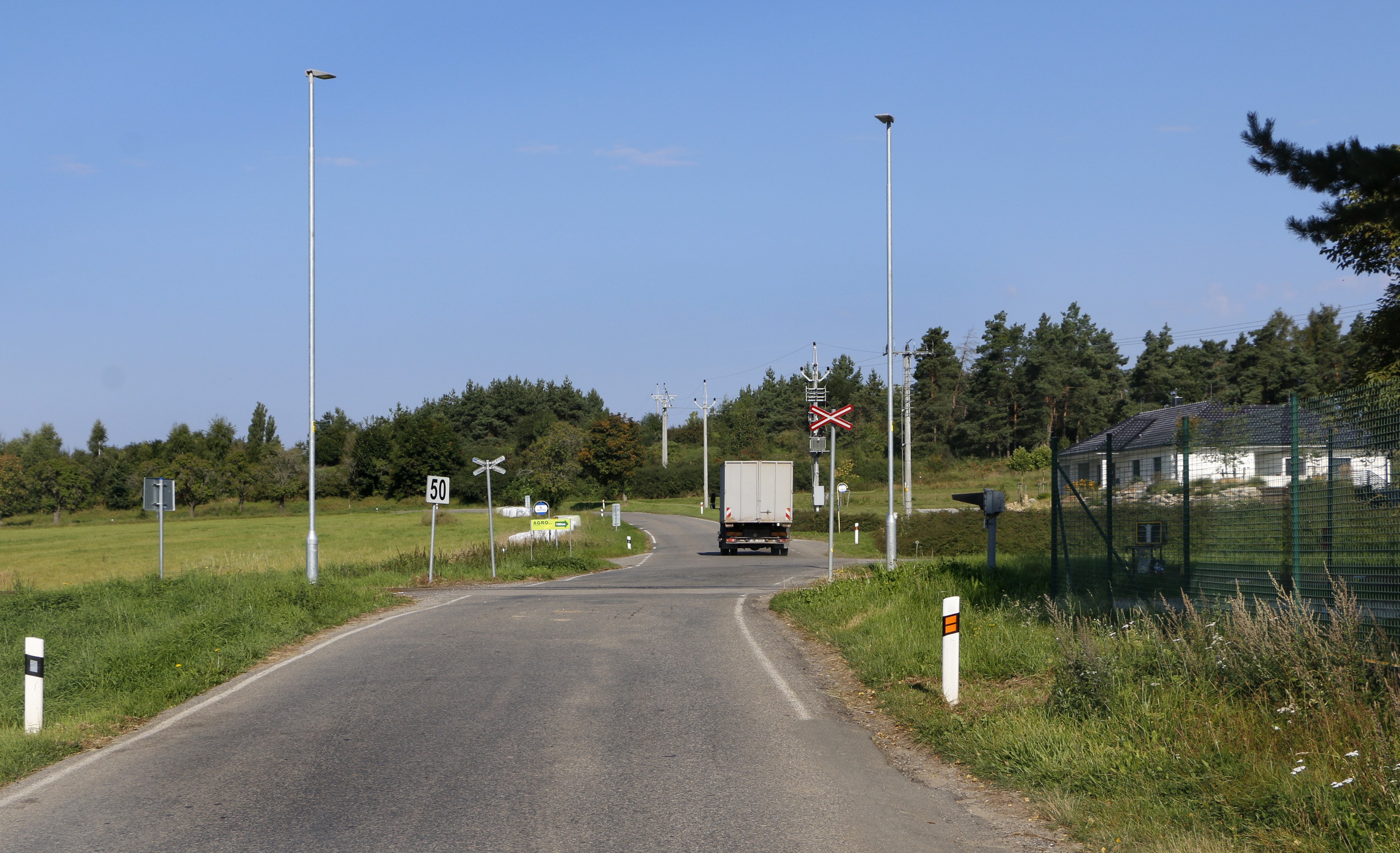
Železniční přejezd
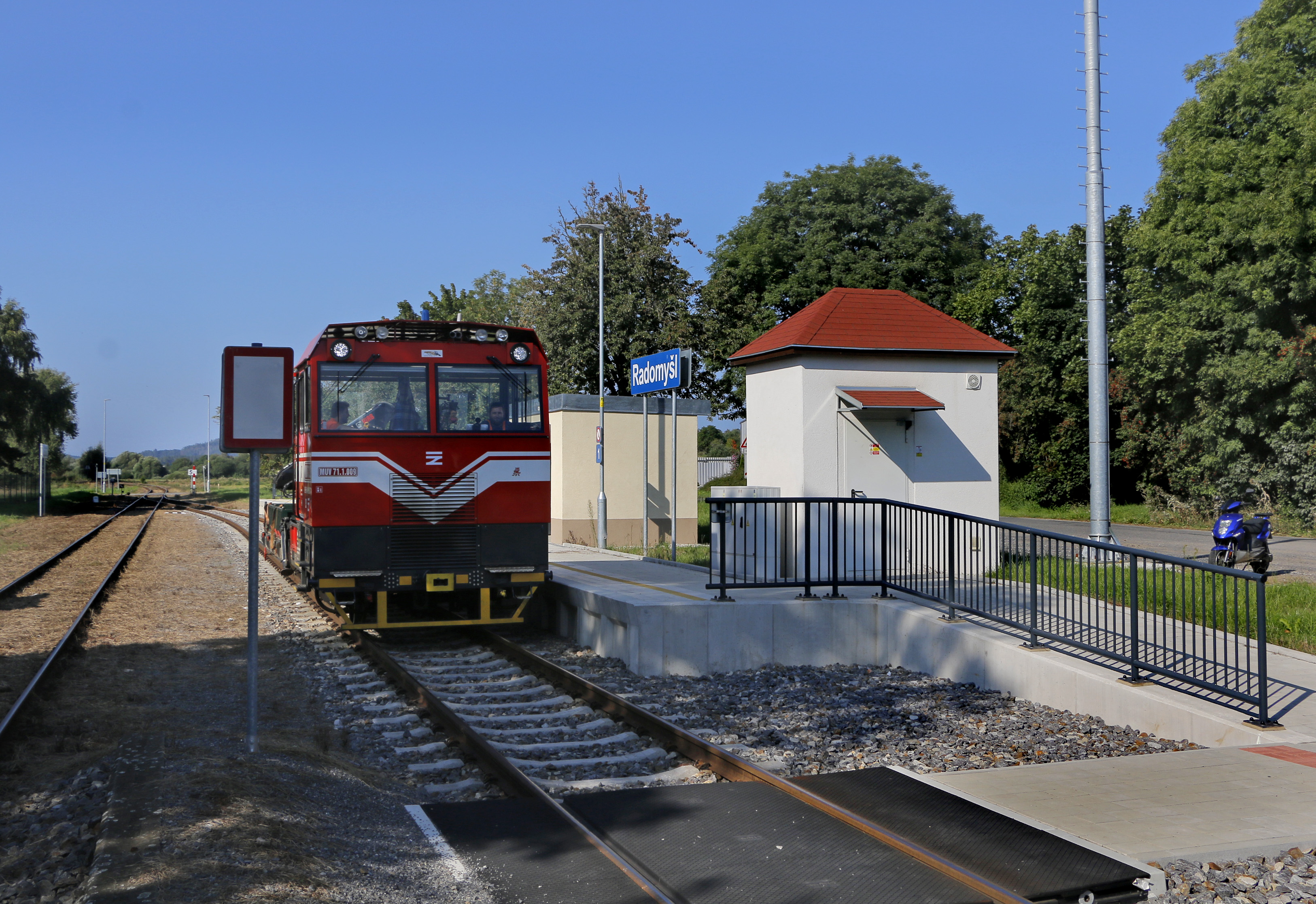
Drezína ve stanici